# Elektrochemie

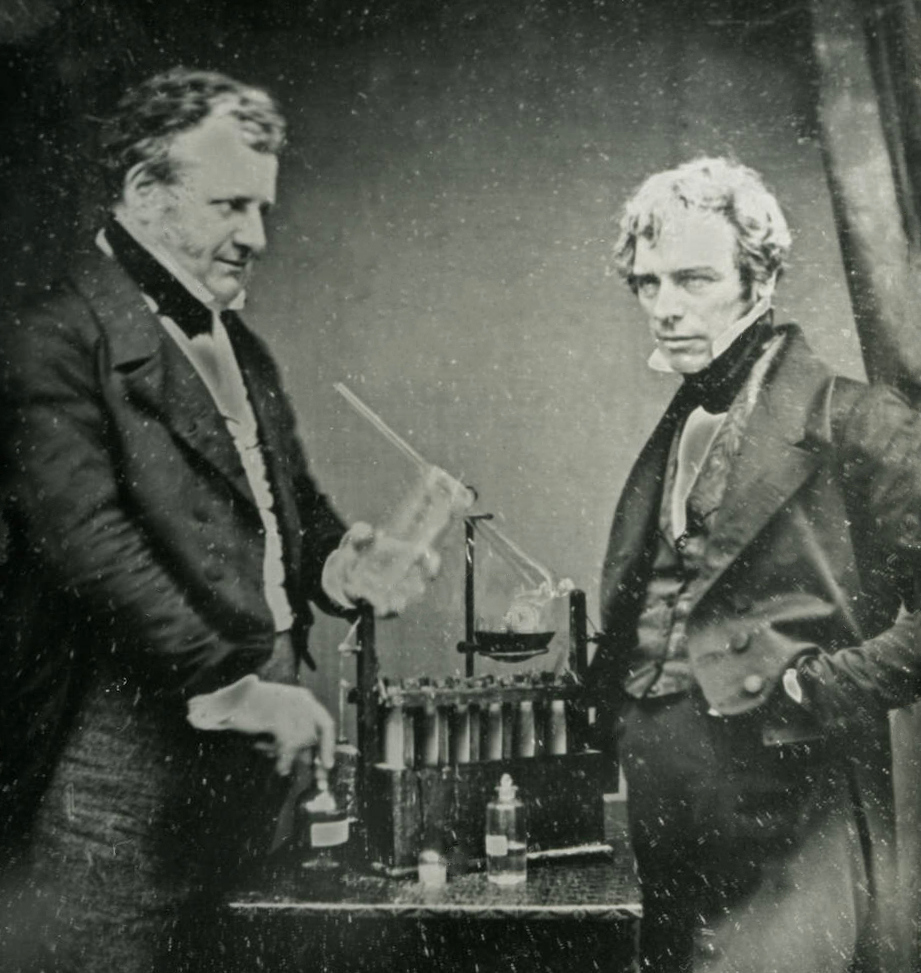
John Daniell a Michael Faraday

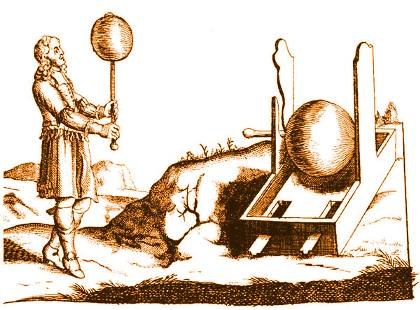
Otto von Guericke vedle svého elektrického generátoru

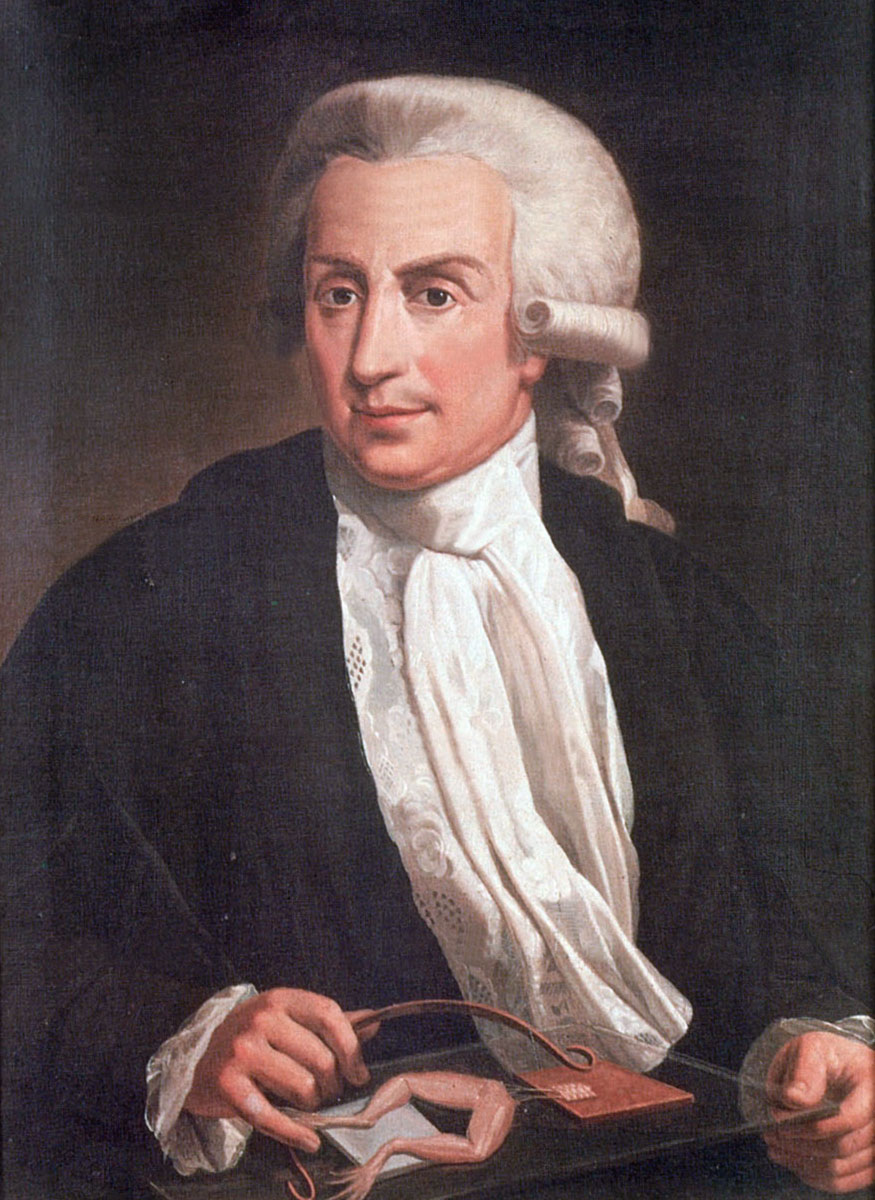
Luigi Galvani

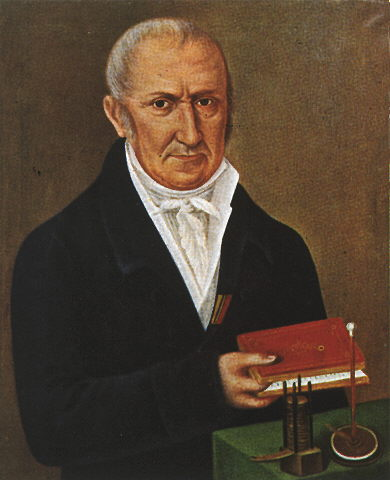
Alessandro Volta

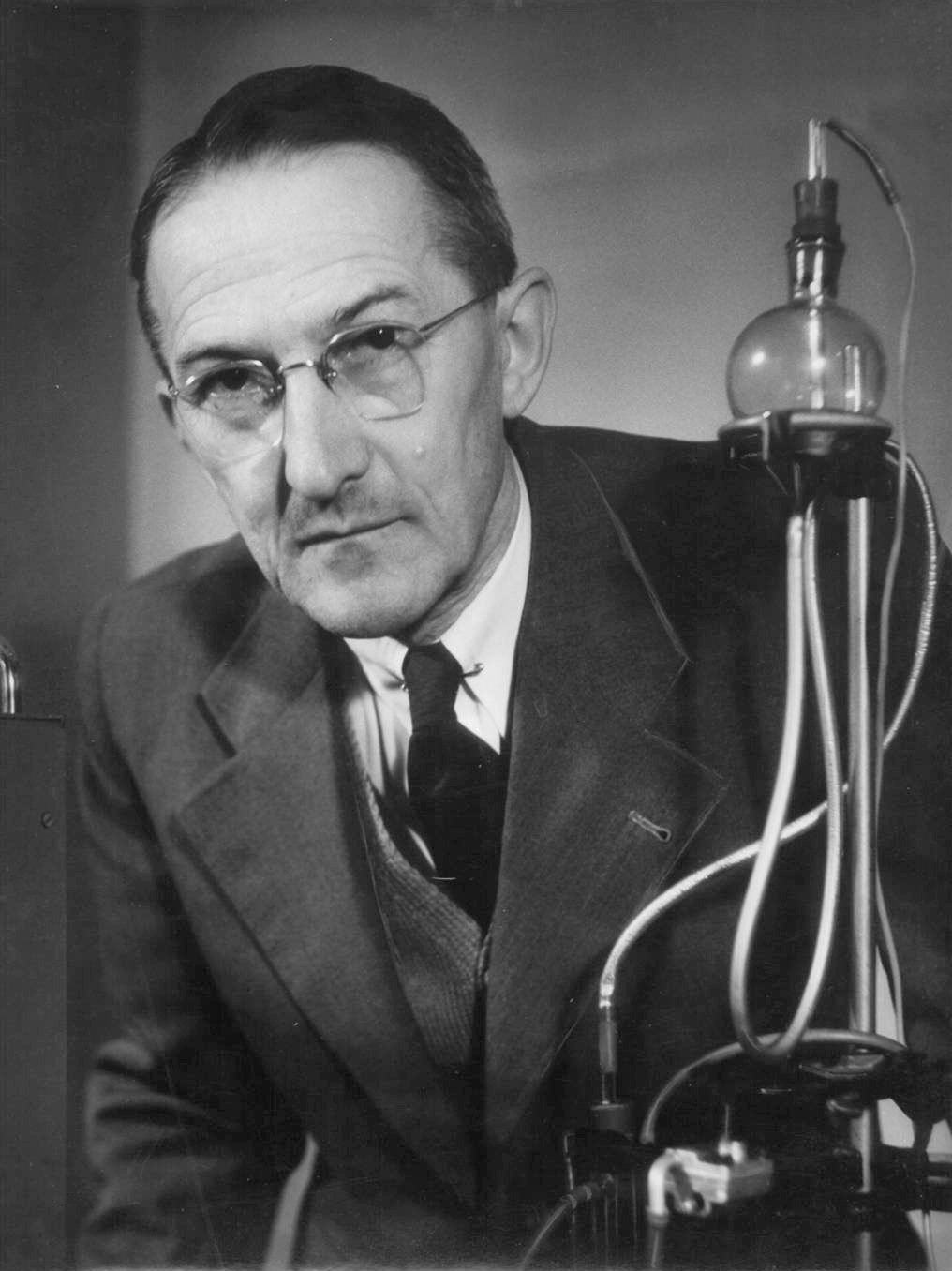
Jaroslav Heyrovský

Elektrochemie je obor chemie, který zkoumá procesy probíhající na rozhraní elektrod (kovových, polokovových,  grafitových) a elektrolytu. Jinými slovy by se dalo říci, že jde o obor zabývající se systémy, v nichž je alespoň jedna složka přítomna ve formě iontů.
Elektrochemie se zabývá vznikem elektricky nabitých částic v roztocích, elektrickou vodivostí roztoků, průběhem chemických reakcí vyvolaných elektrickým proudem, přeměnou elektrické energie na chemickou a obráceně, korozí kovů a dalšími jevy. Jedním ze základních pokusů v elektrochemii jsou elektrody ponořené do elektrolytu, kde vlivem disociace rozpuštěné látky vznikají ionty schopné vést elektrický proud. Elektrolyty jsou především kyseliny, zásady a sole.
Elektrolyty, kde je přenos elektřiny zajišťován ionty, jsou vodiče II. třídy. Kovy, kde je přenos elektřiny zajišťován výhradně elektrony, jsou vodiče I. třídy.

## Historie
- Počátky elektrochemie spadají do 16. století. Okolo roku 1550 Angličan William Gilbert experimentoval s magnetismem a elektřinou. Proslavil se hlavně dílem O magnetu, magnetických tělesech a velkém magnetu – Zemi, kde popsal na 600 pokusů s magnety a s elektrickými látkami.[2] Objevil několik metod výroby magnetů. Je označován za otce magnetismu.
- V roce 1663 sestrojil německý fyzik Otto von Guericke první elektrický generátor, který pro výrobu elektřiny využíval tření.
- Experimenty Luigiho Galvaniho v roce 1780 s žabími stehýnky, kdy se svaly smršťovaly při kontaktu s různými kovy, poskytly důležitý impuls pro rozvoj elektrochemie.
- V roce 1799 Alessandro Volta vyrobil první funkční baterii moderní doby.
- Na konci 18. století Johann Wilhelm Ritter významně přispěl k objevu galvanismu a postavil jednoduchý akumulátor.
- V roce 1800 angličtí chemici William Nicholson a Johann Ritter elektrolyticky rozložili vodu na vodík a kyslík.
- V roce 1832 Michael Faraday formuloval dva základní elektrochemické zákony, které jsou založeny na jeho experimentech. Zavedl termíny elektroda, elektrolyt, anoda, katoda, aniont a kationt.
- V roce 1886 Paul Héroult a Charles Martin Hall vyvinuli elektrolytickou metodu pro získání hliníku z bauxitu. Metoda byla založena na principech popsaných Faradayem.
- V roce 1937 sestrojil Arne Tiselius první sofistikovanou elektroforetickou aparaturu a roku 1948 získal Nobelovu cenu za objevy v oblasti elektroforézy proteinů.[3]
- V roce 1949 byla založena International Society of Electrochemistry (Mezinárodní elektrochemická společnost).
- V roce 1959 byl český vědec Jaroslav Heyrovský oceněn Nobelovou cenou za chemii za vývoj elektrochemické analytické metody polarografie.[4]
- Jedním z důležitých objevů 20. století je vývoj palivového článku, zpočátku především pro aplikace ve vesmíru. Vodíkové palivové články byly vyvinuty pro program Apollo, který vedl k přistání na Měsíci v roce 1969. Napájely raketoplán a poskytovaly pitnou vodu pro astronauty.[5][6]

## Důležité oblasti
- Redoxní reakce
  - Oxidace
  - Redukce
- Elektrolýza
- Baterie
- Koroze

## Aplikace
- Výroba chemických látek:
  - Redukce kovových solí pro výrobu kovů, zejména elektrolýzou taveniny (lithium, sodík, draslík, vápník, hořčík, hliník a další kovy).
  - Oxidace aniontů halogenidů, například pro výrobu fluoru a chloru.
  - Výroba směsí ozonu a kyslíku elektrolýzou při vysokých proudových hustotách.
  - Výroba vodíku elektrolýzou vody.
- Galvanické pokovování pro výrobu kovových povlaků.

- Zajištění elektrického napětí, zejména pro mobilní aplikace:
  - Baterie
  - Akumulátory
  - Galvanické články
  - Palivové články

- Využití elektrického proudu nebo měření potenciálu při chemických analýzách - voltametrie, polarografie, amperometrie, coulometrie, elektrogravimetrie, elektrochemická impedanční spektroskopie.